# Kijewo (Olecko)

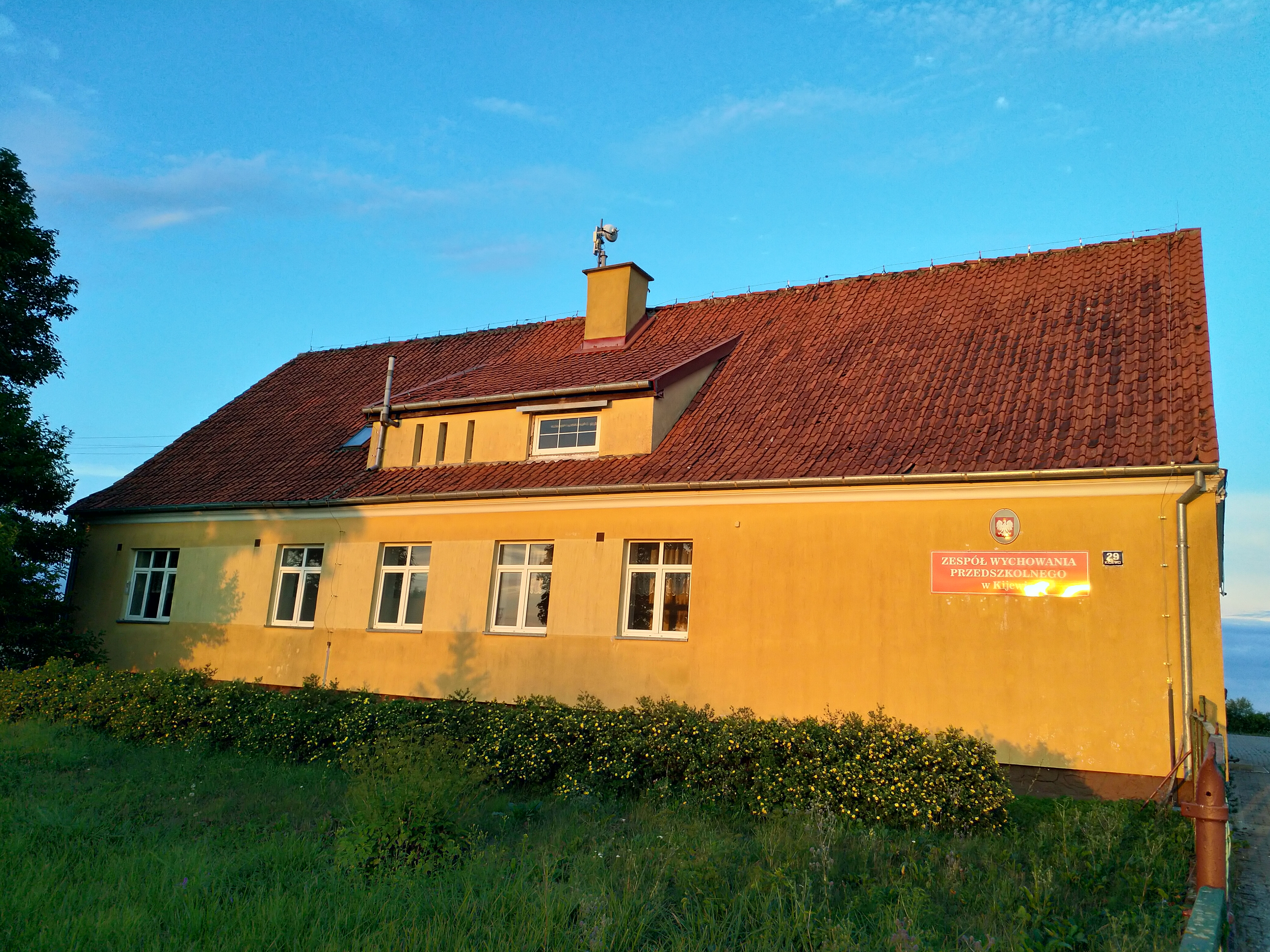
Kijewo (2024)

Kijewo (deutsch Kiöwen) ist ein Dorf in der polnischen Woiwodschaft Ermland-Masuren, das zur Stadt-und-Land-Gemeinde Olecko (Marggrabowa, umgangssprachlich auch: Oletzko, 1928 bis 1945 Treuburg) im Powiat Olecki (Kreis Oletzko, 1933 bis 1945 Kreis Treuburg) gehört.

## Geographische Lage
Kijewo liegt im Osten der Woiwodschaft Ermland-Masuren, 14 Kilometer südlich der Kreisstadt Olecko.

## Geschichte
Das kleine vor 1785 Kyiewen, nach 1785 Kyöwen, nach 1818 Küwen, nach 1871 Kivewen und bis 1945 Kiöwen genannte Dorf wurde 1547 gegründet. 
Von 1874 bis 1945 war es in den Amtsbezirk Babken (polnisch Babki Gąseckie) eingegliedert, der – 1938 in „Amtsbezirk Babeck“ umbenannt – zum Kreis Oletzko (1933 bis 1945: Kreis Treuburg) im Regierungsbezirk Gumbinnen der preußischen Provinz Ostpreußen gehörte.
Mit seinen Ortschaften Kiöwenhorst (polnisch Wólka Kijewska) und Lakommen (Łakome, nicht mehr existent) zählte Kiöwen am 1. Dezember 1910 insgesamt 316 Einwohner.
Aufgrund der Bestimmungen des Versailler Vertrags stimmte die Bevölkerung im Abstimmungsgebiet Allenstein, zu dem Kiöwen gehörte, am 11. Juli 1920 über die weitere staatliche Zugehörigkeit zu Ostpreußen (und damit zu Deutschland) oder den Anschluss an Polen ab. In Kiöwen stimmten 283 Einwohner für den Verbleib bei Ostpreußen, auf Polen entfiel keine Stimme.
Am 30. September 1928 vergrößerte sich die Landgemeinde Kiöwen um den Nachbargutsort Klein Gonschorowen (1938 bis 1945: Kleinkiöwen, polnisch Gąsiorówko). Die Einwohnerzahl stieg bis 1933 auf 420 und belief sich 1939 auf 413.
In Kriegsfolge kam Kiöwen 1945 mit dem gesamten südlichen Ostpreußen zu Polen und erhielt die polnische Namensform „Kijewo“. Heute ist das Dorf Sitz eines Schulzenamtes (polnisch sołectwo) und somit eine Ortschaft im Verbund der Stadt-und-Land-Gemeinde Olecko (Marggrabowa, 1928 bis 1945 Treuburg) im Powiat Olecki (Kreis Oletzko, 1933 bis 1945 Kreis Treuburg), bis 1998 der Woiwodschaft Suwałki, seither der Woiwodschaft Ermland-Masuren zugehörig.

## Religionen
Kiöwen war bis 1945 in das Kirchspiel der evangelischen Kirche Gonsken in der Kirchenprovinz Ostpreußen der Kirche der Altpreußischen Union und in die katholische Pfarrkirche Marggrabowa (1928 bis 1945: Treuburg, polnisch Olecko) im Bistum Ermland eingepfarrt.
Heute gehört Kijewo zur evangelischen Kirchengemeinde in Ełk (deutsch Lyck), einer Filialgemeinde der Pfarrei in Pisz (deutsch Johannisburg) in der Diözese Masuren der Evangelisch-Augsburgischen Kirche in Polen, bzw. zur katholischen Pfarrkirche in Gąski im Bistum Ełk der Römisch-katholischen Kirche in Polen. Sie unterhält in Kijewo eine Filialkirche.

## Verkehr
Kijewo liegt an einer Nebenstraße, die die polnische Landesstraße DK 65 (einstige deutsche Reichsstraße 132) bei Gąski (Gonsken, 1938 bis 1945 Herzogskirchen) mit Guty (Gutten) – bereits im Gemeindegebiet Wieliczki (Wielitzeken, 1938 bis 1945 Wallenrode) gelegen – verbindet. Außerdem führt eine Nebenstraße von Sędki (Sentken) an der Landesstraße DK 16 nach hier.
Seit 1879 ist Kiöwen resp. Kijewo Bahnstation an der Bahnstrecke Lyck–Insterburg (polnisch Ełk–Tschernjachowsk), die heute allerdings im Staatsgebiet Polens lediglich noch von Ełk bis Olecko im Güterverkehr genutzt wird.